# Ylva Lilja
Ylva Karolina Olofsdotter Lilja, född Törnqvist 8 februari 1973, är en radioprofil från Stockholm. Hon är programledare på P4 Stockholms eftermiddagsprogram.
Hon har tidigare varit programledare för P1-morgon och P4 Extra.
2000-2012 var hon programledare på TV4 Stockholm och redaktör för Nyhetsmorgon. 
2017 firade P4 Stockholm 40 år, och då var hon tillsammans med Henrik Olsson programledare för jubileumsshowen vid Skeppsbron.
Ylva Lilja utbildade sig till journalist på Södra Vätterbygdens folkhögskola.